# Radiaster elegans
Radiaster elegans is een kamster uit de familie Radiasteridae.
De wetenschappelijke naam van de soort werd in 1881 gepubliceerd door Edmond Perrier.